# سرگی تیموفیف
سرگی تیموفیف (انگلیسی: Sergey Timofeyev; ۱۹ مارس ۱۹۵۰ – ۵ ژوئیهٔ ۲۰۲۱) کشتی‌گیر اهل اتحاد جماهیر شوروی بود.
وی در مسابقات قهرمانی کشتی اروپا ۱۹۷۶ قهرمان وزن ۶۱ کیلوگرم کشتی آزاد مردان شده‌است